# Money in the Bank (2022)
Money in the Bank (2022) là sự kiện trả tiền cho mỗi lần xem (PPV) và đấu vật chuyên nghiệp hàng năm của Money in the Bank do WWE sản xuất. Nó được tổ chức cho các đô vật từ các thương hiệu Raw và SmackDown . Sự kiện diễn ra vào Thứ Bảy, ngày 2 tháng 7 năm 2022, tại MGM Grand Garden Arena ở vùng ngoại ô Paradise, Nevada của Las Vegas; ban đầu nó được lên kế hoạch tổ chức tại Sân vận động Allegiant của thành phố. Đây là Money in the Bank đầu tiên được tổ chức vào thứ Bảy, và nó cũng nâng Money in the Bank được coi là một trong năm sự kiện lớn nhất trong năm của WWE, cùng với "tứ đại gia" truyền thống của Royal Rumble, WrestleMania , SummerSlam và Survivor Series.
Bảy trận đấu đã được diễn ra tại sự kiện này. Trong trận đấu tâm điểm, người tham gia không được báo trước là Theory, người đã mất đai vô địch United States Championship trước Bobby Lashley trong trận đấu vào trước đó, đã giành chiến thắng trong trận đấu Men's Money in the Bank ladder trong khi Liv Morgan thắng trận đấu Women's Money in the Bank ladder trong trận mở màn. Trong các trận đấu nổi bật khác, Ronda Rousey đánh bại Natalya để giữ lại đai vô địch SmackDown Women's Championship, sau đó, Morgan cashed in her Money in the Bank contract và đánh bại Rousey để giành danh hiệu, The Usos (Jey Uso và Jimmy Uso) đánh bại The Street Profits (Angelo Dawkins và Montez Ford) để bảo vệ đai vô địch Undisputed WWE Tag Team Championship.
Đây là PPV cuối cùng dành cho chủ sở hữu WWE Vince McMahon, người từng giữ chức Chủ tịch kiêm Giám đốc điều hành của công ty từ năm 1982. McMahon tuyên bố nghỉ hưu vào ngày 22 tháng 7 năm 2022.

## Tổ chức
| Vai trò                          | Tên                        |
| -------------------------------- | -------------------------- |
| Bình luận viên tiếng Anh         | Michael Cole (SmackDown)   |
| Bình luận viên tiếng Anh         | Pat McAfee (SmackDown)     |
| Bình luận viên tiếng Anh         | Jimmy Smith (Raw)          |
| Bình luận viên tiếng Anh         | Corey Graves (Raw)         |
| Bình luận viên tiếng Anh         | Byron Saxton (Raw)         |
| Bình luận viên tiếng Tây Ban Nha | Marcelo Rodriguez          |
| Thông báo viên sàn đấu           | Mike Rome (Raw)            |
| Thông báo viên sàn đấu           | Samantha Irvin (SmackDown) |
| Trọng tài                        | Danilo Anfibio             |
| Trọng tài                        | Jason Ayers                |
| Trọng tài                        | Jessika Carr               |
| Trọng tài                        | Dan Engler                 |
| Trọng tài                        | Daphne Lashaunn            |
| Trọng tài                        | Eddie Orengo               |
| Trọng tài                        | Ryan Tran                  |
| Trọng tài                        | Rod Zapata                 |
| Người phỏng vấn                  | Sarah Schreiber            |
| Người điều khiển trước trận đấu  | Kayla Braxton              |
| Người điều khiển trước trận đấu  | Kevin Patrick              |
| Người điều khiển trước trận đấu  | John "Bradshaw" Layfield   |
| Người điều khiển trước trận đấu  | Peter Rosenberg            |
| Người điều khiển trước trận đấu  | Booker T                   |

### Các trận đấu sơ bộ
Trận đấu Women's Money in the Bank ladder, có sự tham gia của Alexa Bliss, Asuka, Becky Lynch và Liv Morgan từ Raw và Lacey Evans, Raquel Rodriguez và Shotzi từ SmackDown. Trong trận đấu, Rodriguez đã thực hiện cú double suplex vào Lynch và Morgan trên đỉnh thang. Khi Asuka leo lên thang, cô ấy bị cản trở bởi Evans, người cũng đang leo thang. Lynch sau đó lật chiếc thang lên, tuy nhiên, Asuka và Evans đã nhảy khỏi thang. Evans và Shotzi sau đó mở rộng bậc thang, tại đây, Evans thực hiện đòn women's right trên Shotzi. Rodriguez và Morgan ngăn cản nỗ lực của Evans. Morgan thực hiện cú powerbomb vào Evans rơi khỏi thang. Lynch, người đang ở trên thang, trèo xuống và đặt lại vị trí của chiếc thang, giúp Shotzi có nhiều thời gian để phục hồi và kéo Lynch xuống. Bên ngoài sàn đấu, Rodriguez thiết lập một cái thang được cố định hai bên bởi bàn bình luận và sàn đấu. Sau khi xô xát với Asuka khu vực ngoài sàn đấu, Lynch sau đó đá Rodriguez lên thang sau đó, Lynch leo lên thang và thực hiện cú leg drop lên Asuka, người đang ở trên đỉnh thang do Rodriguez dựng lên trước đó. Trở lại sàn đấu, cả Lynch và Morgan đều leo thang trong đó Lynch nghiêng thang của Morgan về phía dây thừng, tuy nhiên, Morgan đặt chân lên dây thừng để giữ thăng bằng cho thang. Trong những giây phút kết thúc, Morgan đã hạ gục Lynch và tháo chiếc vali để giành chiến thắng.
Theory bảo vệ đai vô địch United States Championship trước Bobby Lashley. Cuối cùng, khi Theory cố gắng tấn công Lashley, Lashley đã trốn thoát và buộc Theory phải chịu đòn Hurt Lock để giành lấy danh hiệu.
Bianca Belair bảo vệ đai vô địch Raw Women's Championship trước Carmella. Carmella đã thực hiện cú superkick vào Belair. Cuối cùng, Belair thực hiện đòn Kiss of Death trên Carmella để giữ lại danh hiệu. Sau trận đấu, khi Belair ăn mừng chiến thắng của mình, Carmella quay trở lại và tấn công Belair.
The Usos (Jey Uso và Jimmy Uso) bảo vệ đai vô địch Undisputed WWE Tag Team trước The Street Profits (Angelo Dawkins và Montez Ford). Khi The Usos cố gắng thực hiện cú 1D trên Ford, Ford đã phản công bằng cú hurricanrana và đẩy The Usos ra ngoài sàn đấu. Ford đã thực hiện cú Frog Splash với Jey. Cuối cùng, The Usos đã thực hiện cú double superkick và 1D trước Ford để giữ lại danh hiệu. Sau trận đấu, đoạn video phát lại về tình huống đếm đến ba cho thấy vai của Ford đã không nằm trên sàn đấu, do đó tình huống đếm đến ba đáng lẽ không được tính.
Ronda Rousey bảo vệ đai vô địch SmackDown Women's Championship trước Natalya. Khi Rousey cố gắng thực hiện đòn armbar, Natalya đã phản công lại bằng đòn sharpshooter, và Rousey đã phản công lại bằng đòn khóa ankle lock. Sau trận đấu, Liv Morgan sau đó chạy đến sàn đấu và cashed in Money in the Bank của cô ấy. Rousey áp dụng đòn khóa ankle lock lên Morgan, tuy nhiên Morgan đã phản công bằng cách đá vào đầu gối của Rousey và thực hiện một cú lộn ngược với Rousey để giành danh hiệu. Đây là chiến thắng vô địch đầu tiên trong sự nghiệp của Morgan.

### Trận đấu tâm điểm
Trận đấu Men's Money in the Bank ladder, có Omos, Riddle và Seth "Freakin" Rollins từ Raw và Drew McIntyre, Madcap Moss, Sami Zayn, và Sheamus từ SmackDown. Trước khi trận đấu chính thức bắt đầu, WWE official Adam Pearce ra thông báo rằng Theory, từ Raw, sẽ tham gia trận đấu, do đó tám người tham gia đã hoàn thành trận đấu (bốn người từ mỗi thương hiệu). Trong trận đấu, Theory đã lao xuống từ dây thừng vào Omos, người này đã bắt được Theory và tung cú chokeslammed. Riddle và Sheamus đánh Omos bằng những chiếc thang ở cạnh sàn đấu và hạ gục anh ta, sau đó tất cả những người tham gia đều dồn nhiều thang lên Omos để không cho anh ta đứng dậy. Riddle thực hiện cú Hangman's DDT trên Sheamus. Bên ngoài sàn đấu, tất cả mọi người đều tập trung vào Omos và tung cú powerbombed vào bàn bình luận. Khi McIntyre leo lên thang, Butch chạy ra và tấn công McIntyre. Sheamus đặt thang qua McIntyre và leo lên phía bên kia, nhưng McIntyre đã ấn thang và làm Sheamus ngã xuống. Khi Rollins leo lên thang, Riddle thực hiện cú RKO với Rollins khỏi thang. Trong những giây phút kết thúc, Theory xô Riddle xuống và tháo chiếc vali để giành chiến thắng trong trận đấu.

## Kết quả
| #                                           | Kết quả | Thể loại                                                          | Thời gian |
| ------------------------------------------- | --- | ----------------------------------------------------------------- | --------- |
| 1                                           | Liv Morgan đánh bại Alexa Bliss, Asuka, Becky Lynch, Lacey Evans, Raquel Rodriguez and Shotzi                     | Money in the Bank ladder match cho trận đấu tranh đai vô địch nữ  | 16:35     |
| 2                                           | Bobby Lashley đánh bại Theory (c) bằng đòn kết liễu                                                               | Trận đấu đơn tranh đai WWE United States Championship             | 11:05     |
| 3                                           | Bianca Belair (c) đánh bại Carmella bằng đòn kết liễu                                                             | Trận đấu đơn tranh đai WWE Raw Women's Championship               | 7:10      |
| 4                                           | The Usos (Jey Uso và Jimmy Uso) (c) đánh bại The Street Profits (Angelo Dawkins và Montez Ford) bằng đòn kết liễu | Trận đấu đồng đội tranh đai Undisputed WWE Tag Team Championship  | 23:00     |
| 5                                           | Ronda Rousey (c) đánh bại Natalya bằng đòn khóa                                                                   | Trận đấu đơn tranh đai WWE SmackDown Women's Championship         | 12:30     |
| 6                                           | Liv Morgan đánh bại Ronda Rousey (c) bằng đòn kết liễu                                                            | Trận đấu đơn tranh đai WWE SmackDown Women's Championship         | 0:35      |
| 7                                           | Theory đánh bại Drew McIntyre, Madcap Moss, Omos, Riddle, Sami Zayn, Seth "Freakin" Rollins và Sheamus            | Money in the Bank ladder match cho trận đấu tranh đai vô địch nam | 25:25     |
| - (c) – chỉ người vô địch bước vào trận đấu | |                                                                   |           |